# Afleiding (taalkunde)
Een afleiding of derivatie is in de taalkunde een geleed woord waarvan een van de delen een gebonden morfeem is, een woorddeel dat niet zelfstandig als woord kan optreden zoals voor- of achtervoegsels (ook wel pre- en suffixen genoemd). De termen afleiding en derivatie worden ook gebruikt in het kader van woordvorming, om het morfologische proces aan te duiden waarmee dergelijke woorden gevormd worden. Een voorbeeld van een afleiding is het bijvoeglijk naamwoord roodachtig, waarin aan het grondwoord rood het affix (gebonden morfeem) -achtig is toegevoegd.
Door derivatie kan de woordsoort van het grondwoord veranderen. Wanneer achter het grondwoord groot het suffix -te wordt geplaatst en grootte wordt gevormd, verandert de woordsoort van bijvoeglijk naamwoord naar zelfstandig naamwoord.
Vaak heeft een afleiding of derivatie zich historisch ontwikkeld tot een formele samenstelling, die zich semantisch gezien als een ongeleed woord gedraagt. Dit treedt op waar de betrokken affixen geen onbegrensd toepassingsdomein hebben of zelfs geheel improductief geworden zijn. Het onderscheid is vaak subjectief in het oordeel over de mate waarin met behulp van een affix neologismen gevormd kunnen worden. De Nederlandse suffixen -ing, -baar en -er worden als productief beschouwd, terwijl -ser al minstens een halve eeuw geleden improductief zou zijn geworden. Gebeente heeft een circumfix, ofwel een voorvoegsel (ge-) met een achtervoegsel (-te), maar deze constructie kan niet vrijelijk op elk soortgelijk woord worden toegepast en levert hier een zelfstandig naamwoord op waarvan de betekenis en het gebruik zich al gedeeltelijk van het grondwoord (been) hebben losgemaakt.
Afleiding dient te worden onderscheiden van andere woordvormingsprocessen als flexie en samenstelling. Het verschil tussen afleiding en flexie is dat er bij afleiding een nieuw woord met een nieuwe betekenis wordt gevormd, terwijl het bij flexie gaat om verschillende (syntactische) verschijningsvormen van hetzelfde woord. Bij samenstelling wordt een woord samengesteld door vrije morfemen of woorden te combineren. De onderdelen van een samenstelling kunnen, in tegenstelling tot die van een afleiding, allemaal als zelfstandig woord voorkomen.

## Voorgeschiedenis
Afleiding heeft een grote rol gespeeld in de vorming van de Nederlandse taal. Het Nederlands stamt af van de Indo-Europese oertaal, het Proto-Indo-Europees, en is, net als alle andere Indo-Europese talen, een inflecterende taal waarvan de woorden vanouds met affixen verbogen of vervoegd konden worden. Volgens grammaticale regels werd met affixen een nieuwe context aan een grondwoord meegegeven zonder daarbij noodzakelijkerwijs al direct een nieuw woord te vormen. Het wordt verondersteld dat de taal in de Proto-Indo-Europese periode zelf affixen vormde en niet leende uit andere talen. De meeste achtervoegsels die uit deze oertaal stammen zijn tegenwoordig niet meer productief, dat wil zeggen dat er geen nieuwe woorden meer mee worden gemaakt. Dergelijke improductieve achtervoegsels zijn bewaard gebleven in woorden die eindigen op -r, -m, -n en -l:
- -m was ooit zeer productief om zelfstandige naamwoorden van werkwoorden af te leiden. Vergelijk bloem van bloeien, helm van helen ('verbergen, bedekken'), en molm van malen.
- Bijvoeglijke naamwoorden werden van werkwoorden afgeleid met het achtervoegsel -n in bijvoorbeeld groen van groeien, en schoon van schouwen ('kijken naar'), en met het achtervoegsel -r in bijvoorbeeld bitter, lekker en wakker, van bijten, likken en waken.
- Een achtervoegsel dat in een groot aantal Nederlandse woorden is blijven voortleven, is -l, in het Nederlands -el. Men gebruikte dit achtervoegsel om de naam van een werktuig af te leiden, bijvoorbeeld; sleutel van sluiten, stempel van stampen, en zetel van zitten. Verder werd ditzelfde achtervoegsel gebruikt voor de vorming van verkleinwoorden, zoals nog blijkt uit de Nederlandse afleidingen; druppel van drop, eikel van eik, ribbel van rib, en stippel van stip.

Andere achtervoegsels zijn nog steeds productief. Het achtervoegsel -sel diende en dient om zelfstandige naamwoorden van werkwoorden af te leiden. Woorden met -sel die gevormd zijn in de Indo-Europese tijd zijn deksel van dekken, hengsel van hangen, raadsel van raden, en voedsel van voeden. Recent (1923) werd met dit achtervoegsel nog het woord schrijfsel gevormd.

## Typisch Germaanse voor- en achtervoegsels

### Erfrelieken uit hetOergermaans
Het Nederlands ontwikkelde zich uit de Germaanse talen, die zich in een zelfstandige taaltak uit het oorspronkelijke Indo-Europees losmaakten. Achtervoegsels als -dom, -heid, -schap, -nis, -e, -ede, -ing, -in, -baar, -ig, -lijk, -loos en -zaam zijn van herkenbare Germaanse vormen afgeleid. In het Germaans ging men ook voorvoegsels gebruiken zoals: ur- (in het Nederlands oor-), mis- en wan-. Verder nog: be-, ont-, aan-, door-, voor- en weer-.
Niet alle affixen zijn noodzakelijkerwijs van Proto-Indo-Europese afkomst. Volkeren die in de latere Germanen zijn opgegaan, zoals waarschijnlijk de hunebedbouwers van Drenthe, namen het Germaans over, maar zullen een aantal woorden en klanken uit hun oorspronkelijke taal hebben bewaard.

### Latere ontwikkelingen door klankverschuivingen
Vóór het begin van de jaartelling vonden er een aantal klankveranderingen plaats binnen het Germaans, waardoor de taal geen eenheid meer vormde. Vanaf dat moment spreekt men van drie groepen Germaans: Oost-Germaans (Gotisch), Noord-Germaans en West-Germaans. Het Nederlands is uiteindelijk voortgekomen uit het West-Germaans. Daarom is deze tak van het Germaans voor het Nederlands het belangrijkste.
In de West-Germaanse taalperiode waren de acht naamvallen of naamvalsuitgangen uit het Indo-Europees gereduceerd naar vier, namelijk -e, -en, -er en -s. Toen deze vier naamvalsuitgangen uiteindelijk verdwenen, ging men de naamvalsuitgangen als bindingsklanken beschouwen. (De uitgang -de bij een zwakke verleden tijd komt waarschijnlijk uit een vorm van het werkwoord doen: een constructie als horen dee(d) ik veranderde in hoorde ik, ik hoorde.)

## Voor- en achtervoegsels uit het Latijn

### Romeinse invloedssfeer
Tijdens de Gallo-Romeinse periode (van rond het begin van onze jaartelling tot het begin van de vijfde eeuw) heeft de West-Germaanse taal achtervoegsels uit het Latijn, de taal die de Romeinen spraken, ontleend, of hebben soortgelijke affixen in het Germaans en Nederlands zich door het taalcontact parallel daaraan ontwikkeld.
Een achtervoegsel uit het Latijn met invloed op de Germaanse taalontwikkeling is -arius, dat overeenkomt met -aar. Hiermee werden mannelijke persoonsnamen die eindigden op -n, -l en -r vervoegd, bijvoorbeeld tot leraar, minnaar, winnaar, dienaar en zondaar. Mannelijke persoonsnamen die eindigden op de overige letters ging men vervoegen met -er, in eerste instantie als er overeenkomstige woorden in het Latijn bestonden. Overigens bestaan er ook soortgelijke achtervoegsels met een duidelijk Germaanse achtergrond, zoals -her ("heer", dat al vroeg voorkwam in samengestelde Germaanse namen, bijvoorbeeld Walter) en -hard ("hard", sedert de derde eeuw in Germaanse persoonsnamen aan te tonen, bijvoorbeeld Reinaart), terwijl het Nederlandse achtervoegsel -aard via het oudfrans -ard weer zelf uit het Germaans stamt.
In een volgende stap werden ook woorden zonder Latijnse tegenhanger met de achtervoegsels -er en -aar vervoegd voor het afleiden van persoonsnamen van werkwoorden, en kwamen deze in de plaats van het oudere Germaanse achtervoegsel -e. Aan de zwakte van -e zal de kracht van het geleende achtervoegsel -er te danken zijn; dit is inmiddels het meest gebruikte achtervoegsel van het Nederlands.
In de loop van de Middeleeuwen ging men het ook voor de afleiding van zaaknamen gebruiken. Wekker duidde eerst iemand die wekte aan, en bij overdracht vervolgens iets wat wekte. Zo werden ook bijvoorbeeld drijver, gieter, loper en wijzer gevormd.
De vrouwelijke tegenhanger van -er is -ster. Dit heeft eveneens een Latijnse tegenhanger en wordt gebruikt in woorden als herbergierster, naaister en werkster.
Daarnaast werd voor vrouwelijke persoonsnamen -egge gebruikt (In het Latijn klonk dit als -iga), ook samengetrokken tot -ei. Dit achtervoegsel was in het Middelnederlands heel gewoon, maar is tegenwoordig slechts in een enkel woord overgebleven – in dievegge, en in de Zuid-Nederlandse woorden klappei en labbei, die beide 'babbelaarster' betekenen.

### Oudnederlandse periode
Tijdens de Frankische tijd (derde tot negende eeuw) vonden de Germaanse volksverhuizingen plaats. Hieruit volgde dat het West-Germaans splitste in vier talen, namelijk het Engels, Duits, Fries en het (Oud)Nederlands. In de Nederlanden vestigden zich Franken en Saksen. De Friezen die er al woonden, breidden hun gebied uit richting het zuidwesten.
In de zesde eeuw verschenen de eerste geschreven teksten in de Lage Landen, waarmee de historische periode van het Oudnederlands of Oudnederfrankisch begon. Een voorvoegsel dat we in deze periode ontleend hebben, is het voorvoegsel aarts-, vanuit het Kerklatijn. Aanvankelijk kwam dit voor in de Latijnse leenwoorden aartsbisschop, aartsengel en aartsvader. Het voorvoegsel werd productief in woorden als aartsbedrieger en aartsvijand. Daarna werden bijvoeglijke naamwoorden gemaakt als aartsdom en aartsvijandig.

## Middelnederlandse periode

### Invloed van het Frans
Rond 1130 begon de Middelnederlandse periode, die duurde tot begin zestiende eeuw. In deze periode, de Middeleeuwen, was de bovenlaag (adel) van de bevolking in Vlaanderen, Brabant en Limburg geheel op Frankrijk gericht en volgde de Franse gewoonten, ook in bestuur en staatsinrichting. Die bovenlaag sprak Frans, terwijl het volk Nederlands sprak. Ook in Holland en Zeeland was de Franse invloed groot. Er zijn in deze periode veel Franse leenwoorden overgenomen, die vooral te maken hadden met de riddercultuur, de hofhouding, de weelderige woninginrichting van de adel, het adellijke voedsel en verder nog bestuurlijke termen en rechtstermen. Ook Latijnse leenwoorden bleven Nederland nog binnenstromen. We kregen met deze nieuwe woorden ook nieuwe klanken in het Nederlandse klanksysteem.
Door de grote hoeveelheid leenwoorden en 'leenklanken' werden er een groot aantal Franse achtervoegsels productief.
De enige aan het Frans ontleende achtervoegsels die onbeklemtoond zijn, en werden gebruikt voor de vorming van persoonsnamen, zijn:
- -aard en de verzwakte vorm -erd, zoals in: gierigaard, grijsaard, leukerd, goeierd.

Ontleende Franse achtervoegsels die verbonden zijn met Nederlandse woorden zijn onder andere:
- -ier, soms uitgebreid tot -(e)nier: herbergier, scholier, tuinier, rentenier, vliegenier;
- -esse, tegenwoordig meestal -es: prinses, lerares, secretaresse;
- -ij, soms uitgebreid tot -erij, -enij, -ernij: abdij, heerschappij, afgoderij, artsenij, razernij (dit achtervoegsel gaat terug op het Franse -ie: batterie–batterij, galerie–galerij, partie–partij).

Achtervoegsels die (vrijwel) alleen verbonden worden met vreemde woorden, zijn onder andere:
- -aris: commissaris, notaris, referendaris, secretaris;
- -ist, soms uitgebreid tot -(e)nist: drogist, organist, violist, klokkenist, toetsenist;
- -ant: fabrikant, muzikant, predikant;
- -eur, vrouwelijk -euse: ambassadeur, chauffeur, etaleur, acteur, chauffeuse.

### Invloeden van andere talen
Het voorvoegsel her- ('opnieuw') is aan het Picardisch ontleend: herademen, herbebossen, herboren, herontdekken.
Verder is in deze periode het voorvoegsel er- aan Duitse mystieke teksten ontleend: erbarmen, erkennen, ervaren.
Tot slot is het achtervoegsel -erik uit het Iers (van -(e)oig) overgenomen, in woorden zoals bangerik en slimmerik.

## Renaissance
Tijdens de renaissance (zestiende en zeventiende eeuw) ontstond, mede door de boekdrukkunst, de behoefte aan een Nederlandse standaardtaal. Dit werd het zogenoemde ABN (Algemeen Beschaafd Nederlands).
Men ging in deze periode veel handelen en reizen. De reizende mensen brachten nieuwe woorden, maar ook nieuwe voor- en achtervoegsels mee naar huis. De leenwoorden kwamen in deze periode voornamelijk uit Duitsland, Indonesië, Japan, China, Turkije, Portugal, Spanje, Engeland, Rusland, Scandinavië en Italië. Verder kwamen er nog Perzische, Arabische en nog steeds Franse en Latijnse woorden Nederland binnenstromen. Het Latijn was nog steeds de internationale taal van kerk en wetenschap. De theologie en filosofie kenden ook veel Griekse begrippen. Deze ontwikkeling duurde tot ver in de negentiende eeuw en leidde tot ontlening van veel Griekse en Latijnse voorvoegsels (pr(a)e-, ana-, kata-, anti-, pro-, de-, in-, inter-, peri-, etc.).
In deze periode zijn dus vele nieuwe woorden in de Nederlandse taal gekomen. Aan achtervoegsels zijn dit er beduidend minder.
- Aan de Duitse Bijbelvertalingen zijn de achtervoegsels -isch, -haftig en -matig ontleend, zoals in afgodisch, evangelisch, kritisch, heldhaftig, krijgshaftig, manhaftig, rechtmatig en regelmatig. Ook kwam het Duitse achtervoegsel -waardig in de Nederlandse taal terecht, zoals in begerenswaardig, bewonderenswaardig, nietswaardig, prijzenswaardig, volwaardig.
- Uit het Frans kwamen in de renaissance de achtervoegsels -ade en -iek. Deze werden alleen verbonden aan uitheemse woorden, zoals: antiek, tiranniek, uniek, blokkade en kanonnade.
- Uit het Latijn kwamen alleen de achtervoegsels -icus en -isme, als in criticus, medicus, musicus, politicus, aforisme, atheïsme en graecisme.

## 18e en 19e eeuw
In de achttiende en negentiende eeuw vond er een cultivering van de schrijftaal plaats.
De Franse tijd bracht eenheid in de geschreven taal: in 1804 verscheen een officiële spellingberegeling van M. Siegenbeek, in 1805 een officiële grammatica van P. Weiland, en tussen 1799 en 1811 van dezelfde auteur het eerste eentalige Nederlandse woordenboek, het elfdelige Nederduitsch Taalkundig Woordenboek. In 1807 bepaalde Lodewijk Napoleon, die door zijn broer Napoleon Bonaparte als koning was aangesteld, dat alle correspondentie, rapporten en berichten van officiële aard in het Nederlands geschreven dienden te worden. In 1811 bepaalden de Fransen dat iedereen in Nederland een vaste, geregistreerde, erfelijke familienaam moest dragen. Doordat er op dat moment een officiële spelling bestond, vertonen familienamen in Nederland veel minder spellingvarianten en ogen ze vaak wat moderner dan in België, waar de namen al in 1795 geregistreerd waren, dat wil zeggen vóór de spelling werd vastgelegd. Hierdoor vindt men in Nederland bijvoorbeeld vrijwel uitsluitend de naam (Van den) Broek, waarin België een groot aantal varianten voorkomen zoals (Van den) Broeck, Broekx, Brouc, Broucke, Broucq, Brouche.
Na de verdrijving van de Fransen werden de Noordelijke en Zuidelijke Nederlanden in 1814 samengevoegd tot het Koninkrijk der Nederlanden onder Willem I. Tevens in 1814 riep Willem I het Nederlands uit tot landstaal en administratieve taal van het rijk, onder het motto: één land, één taal.
Aangezien in deze periode, na 1800, de wetenschap en de techniek zich enorm heeft ontwikkeld is er een scala aan nieuwe woorden ontstaan, zowel zelfgemaakte woorden als geleende woorden. De ontwikkeling van wetenschap en techniek (Duitse componisten hadden ook invloed) vond vooral plaats in Engeland en Duitsland en in mindere mate in Frankrijk.
De invloed van de eerder genoemde landen is te zien in de geleende voor- en achtervoegsels. In de achttiende en negentiende eeuw ging men vrouwelijke persoonsnamen afleiden van mannelijke persoonsnamen met het Franse achtervoegsel -e, bijvoorbeeld bloedverwante, echtgenote, erfgename, leerlinge, studente en typiste. Vaak gaat het hierbij om benamingen van functies of ambten.
In de tweede helft van de negentiende eeuw werden er steeds meer Duitse en Engelse woorden overgenomen en sommige voor- en achtervoegsels van deze woorden werden geleidelijk productief. Dit gaf veel weerstand bij de mensen, omdat men probeerde in deze tijd de eigen taal te beschermen tegen buitenlandse invloeden.

## Eind 19e eeuw tot heden
Eind negentiende eeuw tot heden heeft de spreektaal de schrijftaal overwonnen. Er kwam een vereenvoudiging van de spelling en de schrijftaal werd aangepast aan de spreektaal, waardoor de naamvallen volledig werden afgeschaft. De kloof tussen schrijven en spreken werd nu echt een heel stuk verkleind; ondanks dat men al sprak van een standaardtaal was deze er toch niet echt tot nu. In de negentiende en twintigste eeuw was de invloed van het Duitse taalgebied groot. We hebben dan ook aardig wat woorden aan het Duits ontleend. Na de Tweede Wereldoorlog richtte men zich voornamelijk op de Engelstalige wereld, onder andere omdat het Engels de voertaal werd van veel internationale instellingen. Als gevolg van de internationalisering, de televisie, het internet en de moderne sociale media kent het Nederlands tegenwoordig veel leenwoorden uit allerlei landen.
Vanaf de negentiende eeuw heeft het Nederlands nog veel voor- en achtervoegsels geleend.
- Vanuit het Duits komen onder andere:

-ieker: tandtechnieker;
-name: opname;
-vol: eervol, smaakvol, stijlvol.
- Vanuit het Engels onder andere:

instant-: instantpoeder;
live-: liveoptreden;
mini-: minibus.
Internationale woorden worden in deze tijd gebaseerd op het Grieks en Latijn. Dit leidt ertoe dat ook het Nederlands nog meer voorvoegsels krijgt, zoals:
- mega- (Grieks): megazaken;
- hyper-(Grieks): hypergevoelig;
- contra- (Latijn): contragewicht;
- super- (Latijn): supergeleiding.

Hoewel de Franse invloed aanzienlijk is verminderd, zijn er toch nog enkele Franse achtervoegsels in de twintigste eeuw productief geworden, waaronder -ette: wasserette. In de oude Franse leenwoorden had het Nederlands het oorspronkelijke achtervoegsel -ie gewijzigd in -ij. In de nieuwe, jonge leenwoorden is de -ie gehandhaafd en productief geworden zoals in de woorden poëzie en braderie.
Negatieve voorvoegsels klere- en takke- (klerevent, takkewijf) gaan terug op het Franse colère ('woede') en attaque ('hartaanval'). Ze passen in de informalisering van de samenleving.

## Voetnoten
1. ↑  J. van der Schaar, Woordenboek van voornamen, Het Spectrum BV, ISBN 90 274 4883 3
2. ↑  J. de Vries, Etymologisch woordenboek, Het Spectrum BV, ISBN 90 274 4812 4

## Geraadpleegde bronnen
N. van der Sijs, De geschiedenis van het Nederlands in een notendop, Uitgeverij Bert Bakker: Amsterdam, 2005 (eerste druk), ISBN 90 351 2840 0